# Petegem-aan-de-Leie
Petegem-aan-de-Leie is een dorp in de Belgische provincie Oost-Vlaanderen en een deelgemeente van Deinze, het was een zelfstandige gemeente tot aan de gemeentelijke herindeling van 1971. Petegem-aan-de-Leie ligt aan de zuidelijke oever van de rivier de Leie. Het dorp vormt tegenwoordig één enkele stedelijke kern met die van Deinze zelf, dat net aan de overkant van de Leie ligt.

## Geschiedenis
Oude vermeldingen van Petegem gaan terug tot de 12de eeuw. Petegem kreeg in 1293 een stadskeure en bestond uit twee delen. Petegem-Binnen (Petegem-stad) bevond zich net ten zuiden van de Leiebrug naar Deinze. Hier bevond zich ook de kerk. Petegem-Buiten bestond uit enkele landbouwnederzettingen in het omliggende land. Karel de Stoute voegde in 1469 Petegem-Binnen bij de stad Deinze. De parochiekerk van Petegem kwam zo op het grondgebied van Deinze te staan. De Dries, waar de wegen vanuit Gavere en Oudenaarde samenkwamen, deed dienst als dorpscentrum.
De steenweg Kortrijk-Gent vormde een belangrijke verbindingsweg die van west naar oost door Petegem liep, en waarlangs zich verschillende afspanningen en herbergen vestigden. In 1839 opende de spoorlijn Gent - Kortrijk, evenwijdig met de steenweg, waarna zich nijverheid ontwikkelde in Petegem.
Petegem groeide verder uit en halverwege de jaren 1960 werd ten zuiden van het oude centrum een nieuwe centrumwijk aangelegd, waar een nieuw gemeentehuis werd opgetrokken, een nieuwe parochiekerk, een zwembad en een sporthal. Dit nieuwe gemeentehuis werd na de fusie gebruikt als politiekantoor maar raakte vervolgens in onbruik toen aan het Schipdonkkanaal een centraal politiekantoor gebouwd werd. Het gebouw werd in 2016 gesloopt.
Tot 1963 heette het simpelweg Petegem, vanaf die datum werd het achtervoegsel -aan-de-Leie aan de naam toegevoegd om het onderscheid te kunnen maken met het in dezelfde provincie 15 km zuidelijker gelegen Petegem-aan-de-Schelde. 
In 1942 heeft Gérard Romsée Petegem gefusioneerd met Deinze, dat werd bij de bevrijding teruggedraaid. Bij de gemeentelijke fusies van 1971 werd Petegem een deelgemeente van Deinze.

## Demografische ontwikkeling
- Bronnen:NIS, Opm:1831 tot en met 1970=volkstellingen

## Bezienswaardigheden
- De Sint-Pauluskerk, de parochiekerk die in 1976 werd gebouwd nabij het nieuw administratief centrum
- De Sint-Martinus-en-Sint-Antonius-Abtkerk, waarvan de geschiedenis teruggaat tot 1147, is de oudste parochiekerk van Petegem. Ze ligt echter op het grondgebied van Deinze, net ten noorden van de deelgemeentegrens.
- Het Nieuwgoed, een omwalde hoeve, beschermd als monument.

## Natuur en landschap
Petegem-aan-de-Leie ligt in Zandig Vlaanderen en in de vallei van de Leie, op een hoogte van 10-13 meter. Petegem is sterk verstedelijkt en de beken die naar de Leie voeren zijn bijna allemaal overkluisd.

## Politiek
Petegem had een eigen gemeentebestuur en burgemeester tot de gemeentelijke fusie van 1970. Burgemeesters waren:
- 1934-1936 : Juliaan Filliers
- 1936-1970 : Adolf Haerens

## Geboren in Petegem-aan-de-Leie
- Daniel Janssens (1925-2004), atleet
- Jo Decaluwe (1942-2021), acteur en theaterdirecteur

## Infrastructuur
In deelgemeente Petegem bevindt zich het stedelijk zwembad van Deinze.

## Verkeer
Belangrijke wegen van en naar Deinze (de N43 van Gent naar Kortrijk) en de N35 kruisen elkaar in feite in Petegem-aan-de-Leie.
Door Petegem loopt de spoorlijn Gent - Kortrijk - Rijsel, waarvan hier de lijn Deinze - De Panne aftakt. Het station van Deinze staat op het grondgebied van Petegem.

## Sport
In Petegem speelt voetbalclub KFC Sparta Petegem, dat al verscheidene seizoenen in de nationale reeksen aantrad.

## Nabijgelegen kernen
Deinze, Machelen, Astene, Marolle, Nazareth